# Ich Bins
Ich Bins – pierwszy singel promujący album niemieckiego rapera B-Tight pod tytułem Neger Neger. Do utworu został nakręcony klip w którym można zobaczyć Sido, innego rapera z wytwórni Aggro Berlin.